# 志々田文明
志々田 文明（ししだ ふみあき、1949年 - ）は、日本のスポーツ科学者（前早稲田大学スポーツ科学学術院教授、日本武道学会監事）、合気道家（日本合気道協会師範、早稲田大学合気道部第5代部長・師範、警察大学校講師）。

## 経歴
- 1972年（昭和47年） - 早稲田大学文学部哲学科卒業。
- 1979年（昭和54年） - 筑波大学体育研究科修士課程修了。
- 1985年（昭和60年）より、警察大学校で合気道を指導。
- 1987年（昭和62年）より、早稲田大学人間科学部にて教鞭をとる。
- 2003年（平成15年）-「武道の教育力：満洲国建国大学の武道教育」で博士(人間科学）を授与される。
- 2006年（平成18年） - 著書『武道の教育力 ―満洲国・建国大学における武道教育―』により、スポーツ史学会「学会賞」受賞。
- 2020年（令和2年） -  早稲田大学人間科学部教授を定年退職[1]。

## 著作

### 論文
- 「武道の特性と合気道競技の特性に関する一考察」
- 「日本武道の基本構造論 -その必要性と有効性」
- 「武道論とその課題」
- 「1965年前後の「武道の現代化」論について」
- 「建国大学における武道・課外活動」
- 「建国大学の教育と石原莞爾」
- 「「民族協和」と建国大学の教育」
- 「武道家福島清三郎と石原莞爾」
- 「「国際化」と武道の変容」
- 「「満洲国」建国大学に於ける銃剣道教育」
- 「合気道競技史の研究 -合気乱取り法の創案過程を中心に」
- 「「満州国」建国大学に於ける騎道教育」
- 「The Japanese Budo Theory of Kenji Tomiki Before World War II and the Germ of Aikido」
- 「武術・武道の「国際化」と文化変容に伴う諸問題」
- 「The Process of Forming Aikido and Japanese Imperial Navy Admiral Isamu」

他

### 著書
- 『合気道教室』（成山哲郎と共著） 大修館書店 1985年（昭和60年）
- 『武道の教育力 ―満洲国・建国大学における武道教育―』 日本図書センター 2005年（平成17年）
- 『富木謙治の合気道 ―基本から乱取りへ―』（佐藤忠之と共著） BABジャパン 2008年（平成20年）
- 『日本武道の武術性とは何か　サピエンスと生き抜く力』（大保木輝雄と共編著）青弓社 2020年（令和2年）[2]